# Erwin Blasl
Erwin Blasl (27 dicembre 1911 – Vienna, 8 gennaio 1998) è stato un pallanuotista austriaco.
È stato un giocatore di pallanuoto austriaco che ha partecipato alle Olimpiadi estive del 1936.